# Bailliage de Thionville
1661–1790
Entités précédentes :
- Prévôté de Thionville

Entités suivantes :
- District de Thionville

Le bailliage de Thionville est une ancienne entité administrative du Luxembourg français, qui dépendait du parlement et de la généralité de Metz. Ce territoire a existé de 1661 à 1790.

## Géographie
Après 1750, il était délimité à l'ouest par les bailliages de Villers-la-Montagne et de Briey, au sud par le bailliage de Metz, à l'est par la prévôté de Sierck et au nord par le Luxembourg.

## Histoire
En 1659, par le traité des Pyrénées, le duché de Luxembourg céda la prévôté de Thionville au royaume de France.
Puis en 1661, Le bailliage de Thionville fut créé par un édit du mois de novembre,. Cependant, la coutume de Luxembourg fut maintenue et donc conservée dans ce bailliage. Cette coutume fut homologuée par le roi d'Espagne le 8 avril 1623 et confirmée par lettres patentes de juillet 1661.
Si le particularisme linguistique n'était pas combattu ouvertement, les actes officiels de la vie civile étaient dorénavant rédigés en français.
La convention du 16 mai 1769 a enrichi ce territoire de quelques villages supplémentaires, dont Gavisse, Gandren, Beyren, Rodemack et Puttelange.
En 1790 le bailliage est supprimé et remplacé par un district.
Lors du siège de Thionville en 1870, les documents en provenance des bailliages de Thionville et de Bouzonville ont brûlé.

### Composition
Le nombre des communautés comprises dans le bailliage de Thionville était de 120, dont 92 du diocèse de Metz et 28 de celui de Trêves. Il comprenait en plus la seigneurie de Rodemack, composée de 8 communautés du diocèse de Metz et 15 du diocèse de Trêves. Ce qui faisait un total de 143.